# 星野紘
星野 紘（ほしの ひろし、1940年 - ）は、日本の比較民俗学者。
新潟県に生まれる。京都大学文学部を卒業した。文化庁主任文化財調査官、国立東京文化財研究所芸能部長、東京文化財研究所名誉研究員を務める。日本とアジアの民族芸能の調査研究を行った。神奈川大学大学院歴史民俗資料学研究科非常勤講師(-2012年)。

## 著書

### 単著
- 『歌垣と反閇の民族誌 中国に古代の歌舞を求めて』創樹社、1996年
- 『歌い踊る民』勉誠出版〈遊学叢書〉、2002年
- 『芸能の古層ユーラシア』勉誠出版、2006年
- 『世界遺産時代の村の踊り 無形の文化財を伝え遺す』雄山閣、2007年
- 『暴れ牛と神さびる熊』国書刊行会、2017年

### 共編著
- 『歌・踊り・祈りのアジア』（野村伸一と共編著）勉誠出版〈遊学叢書〉、2000年
- 『シベリア・ハンティ族の熊送りと芸能』（チモフェイ・モルダノフと共編）勉誠出版、2001年
- 『人はなぜ歌い踊るのか』（編）勉誠出版、2002年
- 全日本郷土芸能協会 編『日本の祭り文化事典』（芳賀日出男と共同監修）東京書籍、2006年
- 『村の伝統芸能が危ない』（編）岩田書院、2009年
- 『神々と精霊の国　西シベリアの民俗と芸能』（編）国書刊行会、2015年